# The fountain of secrets
The fountain of secrets is een studioalbum van de Oostenrijkse musicus Gandalf. De muzikant vond dit zijn "zevende steen", waarnaar hij op zoek was. Als eerste zes "stenen" zag hij zijn eerder door Warner Music Group uitgegeven albums (waarvan één verzamelalbum). The fountain of secrets is opgenomen in zijn eigen Seagull Music geluidsstudio. Motto van het album was 'Ride on the wings of a dream'.

## Musici
- Gandalf – alle muziekinstrumenten behalve
- Tamee Harrison – zangstem
- Klaus Kofler – zang op tracks 1 en 6
- Loukia Agapiou – zang op track 6
- Peter Aschenbrenner – fluiten op tracks 2, 7, 8 en 10; sopraansaxofoon op track 2, klarinet op track 10
- Christian Strobl – slagwerk op tracks 2, 5, 8; conga's op track 5 en darboeka op track 10.

## Muziek
Alles geschreven door Gandalf, behalve de tekst van The voice of your heart door Loukia Agapiou.

| Nr. | Titel                         | Duur |
| --- | ----------------------------- | ---- |
| 1.  | Fountain of secrets           | 4:38 |
| 2.  | An adventurous journey begins | 6:44 |
| 3.  | Many roads – Many choices     | 5:53 |
| 4.  | Lost in the night             | 2:21 |
| 5.  | Across mountains and deserts  | 8:12 |
| 6.  | The voice of your heart       | 4:24 |
| 7.  | The valley of memories        | 6:25 |
| 8.  | Crossing borders              | 5:22 |
| 9.  | Reflections in the fountain   | 6:18 |
| 10. | Wandering amongst green hills | 6:54 |
| 11. | Ascending to the final pass   | 4:27 |
| 12. | View of the ocean             | 2:35 |